# 울주 대곡사지 오층석탑
울주 대곡사지 오층석탑(蔚州 大谷寺址 五層石塔)은 부산광역시 금정구 장전동, 부산대학교박물관에 있는 고려시대의 석탑이다. 1972년 6월 26일 부산광역시의 유형문화재 제9호로 지정되었다.

## 개요
울산광역시 울주군 청량면 대곡사터에 있던 탑으로, 1966년 부산대학교 박물관으로 옮겨 세웠다.
2층 기단(基壇) 위에 5층의 탑신(塔身)과 머리장식을 올렸는데 기단과 머리장식은 탑을 옮길 때 새로 만든 것이다. 탑신의 1층 몸돌에는 네 모서리에 기둥모양을 새기고 각 면에는 4천왕상(四天王像)을 조각하였는데, 정교하지는 않으나 각 천왕의 특징이 잘 나타나 있다. 사천왕은 불교에 귀의한 중생을 수호하는 4신으로, 사찰의 천왕문 안에 좌우로 나뉘어 안치되기도 하고 불교 조형물의 표면에 조각되기도 한다. 4층 몸돌에 네모난 사리구멍이 남아있는 것으로 보아 이 곳에 사리장치가 있었던 것으로 보여진다. 지붕돌은 밑면에 3단씩의 받침을 두었으며, 처마는 수평을 이루다 네 귀퉁이에서 살짝 위로 들려 있다.
지붕돌 윗면의 괴임이 1단으로 표현되고 밑면의 받침을 3단으로 두고 있어, 약화되고 형식화된 고려시대 석탑양식이 엿보인다. 전체적으로 폭이 좁고 체감률이 적어 길쭉한 느낌이 들지만 깔끔한 구성이 돋보이는 아름다운 작품이다.

## 참고 자료
- 울주 대곡사지 오층석탑 - 국가유산청 국가유산포털